# Miles Baillet
Pour les articles homonymes, voir Baillet.
Pour les autres membres de la famille, voir Famille Baillet.
Miles Baillet est un noble français, trésorier du roi Charles VI, né vers 1348-1350, cité en 1384-1391, et mort vers 1424.

## Biographie
Sa famille est illustre dans le monde de la finance parisienne. Son grand-père, déjà cité en 1347, est trésorier de France sous Philippe VI de Valois.
Fils de Jean Ier Baillet et de son épouse Jacqueline d'Ay, Miles Baillet a pour frères Pierre Baillet (né vers 1355), seigneur de Sceaux, maître des requêtes, époux de Marie de Vitry ; et Oudart Baillet (né vers 1358), conseiller au parlement de Paris.
Il épouse Denise Boucher, avec laquelle il n'aura pas d'enfant. Son beau-frère est Arnoul Ier Boucher, premier trésorier de l'argenterie du roi Charles VI, trésorier des guerres, général des finances. Il a exercé la fonction de marchand banquier, receveur des aides avant 1384 (Henri Moranvillé).
« Milet Baillet remplace Jean de Vaudétar, beaucoup plus âgé et encore plus malade. » « Ses gages étoient de 400 livres parisis par an. »
En 1402, il a déjà une longue carrière bien remplie, au service du roi et de ses finances. Il ne peut plus courir sur les routes du royaume, mais va rendre de grands services à la chambre des comptes où le nomme le roi: 
« Lequel Mile a servi des sa jeunesse tant à l'office de général maistre de noz monnoies comme en l'office de trésorier de France esquelz offices il se moult diligemment et loyalement port […] ; et tant nous y aservi que il est devenu ancien et moult maladiz pourquoy il ne pouvoit plus bonnement soustenir les peines et labours que ledit office de trésorier de France requiert. »
En 1406, il fait partie d'un groupe de treize personnes à qui le roi conserve leurs gages « d'extraordinaire » malgré les ordonnances de restriction : « ucuns des ordinaires d'icelle qui par foiblesse et impotence peuvent et pou et pourront desoremiz travailler ne vacquer ès affaires de nostre dicte chambre et qu'il y a de très grans et innumerables charges de besoignes et plus assez qu'il ne souloit le temps passé et chasque jour y croissent et surement en plusieus manieres les diz ordinaires ne pourroient fournir ne satisfaire aux dictes charges et besoignes. » Il fut emprisonné en 1417 pour sa fidélité au roi, et le théologien Guillaume Le Cesne reçoit de son maître une maison confisquée à Miles Baillet. Il donne une somme de 514 Francs qu'il réclamait pour une mission auprès du pape. Le roi paie ses créanciers et ceux des victimes de la révolution de 1418, dont Jean d'Ay et les héritiers de Miles Baillet. Oudart Gentien, est victime des massacres de 1418.
Il fit des largesse envers une cousine de sa femme Perrenelle Laubarde, religieuse à l'abbaye de Longpont, en lui prodiguant une rente de dix livres sur une maison rue de la Tonnellerie où habitait Jean Le Coq, avocat au parlement.
Il engagea un procès contre Louis Blanchet pour captation d'héritage aux dépens de sa nièce Guillemette Baillet (née vers 1367), fille de Pierre Baillet et Marie de Vitry, et épouse de Gentien.
Il était aussi parent des Gentien et constitua au profit de Margot, fille de Jehan Gentien et Jeanne Baillet, bourgeois de Paris sa nièce, une rente de quatre livres parisis annuelle la vie durant de la donataire. 
À sa mort, ses biens passèrent aux fils d'Arnoul Ier Boucher, son beau-frère et son épouse Jeanne Gentien dite la Gentienne , ses neveux Bureau Boucher, seigneur de Piscop et d'Orsay, premier conseiller au parlement, conseiller du roi Charles VI, Pierre Boucher, seigneur de Mesnil-Blondel et Bailleul, notaire et secrétaire du roi, Charles Boucher, écuyer, Marie Boucher, dame de Champs-sur-Marne, épouse de Philippe d'Orgemont.

## Armoiries
Armoiries des Baillet de Paris : « D'azur,à une bande d'argent, accompagnée de deux griffons d'or » (ou deux dragons ailés d'or)
Armoiries de Miles Baillet : « D'azur au lévrier courant d'argent, colleté de gueules bordé et bouclé d'or »

## Seigneuries, fiefs et maisons
(avril 2016).
Propriétaire de la seigneurie de Créteil, avec hôtel et colombier, rue du Mèche, il y reçut le roi Charles VI et la reine. Les pèlerins descendent de l'église à la chapelle Notre-Dame, élevée à la fin du XIVe siècle et y sont protégés par une bulle de Clément VII de 1379 et par lettres de Charles VI de 1394.
« Un hôtel du de la Verrerie, avec une chapelle ou l'on célébrait chaque jour, l'office divin » selon Guillebert de Mets. Leroux de Lincy dans sa notice sur Miles Baillet écrt : « Il avait des biens de tous côté de la ville ». « .
« Propriétaire d'une maison  sise à Paris, au coing du porche Saint-Jacques par devers les Trois Pucelles. ».
« À tous ceulx que ces lettres verront Hugues Aubriot chevalier garde de la prevosté de Paris salut. Savoir faisons que par devant nous vint 'Millet Baillet changeur bourgeois de Paris qui advoua par ces presentes adveues a tenir en une seule foy et hommage de reverend père en dieu monseigneur l'abbé de Saint-Denis en France ce qui suis.
Premier une maison, court et jardin et prée derriere contenant environ VI arpens assiz à Tramblay au bout de la ville par devers Villette aus Aulnes... Item les hoirs de Pierre Boucher environ IX arpens de terre assizau terroir de Mitry... Item sire Jehan Gencien une maison un petit jardin et un grand jardin jusques au coin de jardin Renart Morice... Item un arriere fié contenant seize arpens de terre aasiz es terroir de Tramblay et Mitry que tiennent les hoirs de feu Pierre Boucher... En temoignage de quoi nous avons mis a ces lettres le scel de la prevosté de Paris l'an mil CCCLX dix sept le samedi XXVIe jour de septembre » (1377)
« C'est le papier des cens, rentres et autres revenus appartenans a Messeigneurs les Religieux, abbé et couvent de l'Eglise monseigneur Saint Denys en France en leur ville et chastellenie de Tremblay fait par Mahiet Villeroy dit Pourpeuse nagueres clerc de la commanderie d'ycelle eglise, lequel Mahiet estoit plege d'un appelé Dromin Legoux fermier de la ferme que mesdits seigneurs ont a Tremblay. Coostumes et autres droits appartenans a ladite ferme....(page 149): Item les deux fours de la ville ou il fault que toutes les personnes de Tramblay voissent cuire excepté Robert de Nanthouillet ou celui qui demouroit en l'hostel dudit Robert et de present ne sont exempts l'hostel des charités de Saint Denys et pour ycelle franchise leur est rabattu sur le grain qu'ils ont droit de prendre sur l'eglise III sextiers de bled et aussi en est exempt l'ostel de Millet Baillet et pour ycelle franchise en a laissé a l'eglise de XIIII a XVI de rente qu'il avoit deroit de prendre par chascun an sur certaines mazures mouvans et tenus de luy, lesquelles mazures furent abbatus pour la fortification de la tour de Tramblay. »
« Rentes. Millet Baillet pour sa terre du Sucel et son petit jardin tenant audit Millet de toutes pars et l'a enclose en son grant jardin II sextiers d'avene et la moitié d'un minot d'avene IIII chappons et IIII pains. »
« Maistre Jehan Gencien (Jean Gentien) pour les mazures encloses en son jardin tenant a luy mesmes de toutes pars deux sextiers d'avene et myne d'avene V chappons et V pains. »
« Item pour la saussay et pour la terre qui fut Jehnin et Perrin Regnart tenant a Jehnin Huimy et de présent a Guillemin Cresoy ung sextier d'avene IIchappons, II pains Et appartient la dite terre et saussay a Arnoul Boucher le quel l'a baillé a rente a Guillemin Crespy et par acort fait entre les dessus dits Arnoul et Andry ledit Andry doit aquiter la dite terre et saussay.Jehan Deue escuier héritier en partie a cause de damoizelle Denise des Essars sa femme de feu Pierre des Essars escuier pour sa maison  seant en Puis Cosset avecques deux arpens de terre seant es ouches darriere ladite maison tenant d'une part a Adam Parquin et d'autre part a la voirieII sextiers d'avene III chappons. Item pour trois quartiers de terre séans a la Rouelle Potier tenant […] »
« les noms des personnes qui ont payé les IIII deniers deubz les jours de la typhaine pour l'an IIIIc et quatre (1404) la typhaine IIIc et V la typhaine IIIIc et six le jour de la typhaine mil IIIc et sept (1407) : La Bouger Millet Baillet IIII deniers »
« Corvés receupz au moiz de mars IIIIc et quatre pour le moiz de maris IIIIc et cinq et pour le moiz de mars IIIIc et six pour le mois de mars IIIIc et sept:Jehanin Heliart pour Nicolas Drouart XVI gerbes avene champart et dismes pour ung arpent et demy de terre seant en Nouray tenant a Millet Baillet. »
« Tremblay, Millet Baillet changeur tient ung fié audit lieu contenent ung hostel ainsy comme il se comporte XXVIII arpens de terres, XII chappons, XII pains, XXVI sols de cens et VI arrieresfies. Jehan de Pacy, tient ung fié a cause de sa mère dame de Charny contenant III arpens de terre et III petis arrieresfies. Villepainte: Pierre Piquet tient la mairie de la dicte ville de Villepainte contenant XXXII arpens de terre »
De sa seigneurie de Créteil, il ne reste que les vestiges d'un manoir édifié à la fin du XIVe siècle : le colombier, qui pouvaient recevoir jusqu'à mille cinq cents couples de pigeons, et les caves à vin alvéolées. Ce bâtiment fut déplacé et restauré en 1971-1972 lors de la création d'une résidence.
Une maison subsiste rue de la Tonnellerie à Paris, où demeurait Jehan le Coq, avocat au parlement. 

## Titres et distinctions
Baillet Mile et Baillet Milet : 
- changeur (Milet) et marchand, fournisseur de Charles de Navarre dit Charles le Mauvais (Miles),
- général maître des Monnaies (miles et Milet),
- prévôt de la grande confrérie Notre-Dame-aux-seigneurs, prêtres et bourgeois de Paris,
- receveur des aides (Miles et Milet),
- membre du conseil du roi (Charles VI),
- conseiller et maître lai à la chambre des comptes (Milet, Miles),
- maître extraordinaire des comptes  du 13 mars 1401 jusqu'en 1410,
- trésorier de France pour les pays de langue d'oïl (?-1402),
- changeur.

n°2153 date : 1358-1418, information 2332 dans le corpus ChCpte ; Information 3914 dans le corpus:EluPar - Opération Charles VI.[pas clair]